# Nowe gatunki ptaków opisane w latach 1990–2009
Wymieniono jedynie nowo opisane (w latach 1990–2009) gatunki ptaków żyjące lub wymarłe w czasach współczesnych (nowożytnych). Ponadto, w szczególności w ostatnim okresie, pojawia się szereg nowych gatunków ptaków będących wynikiem wyodrębnienia z innych gatunków (np. poprzez podniesienie form, traktowanych do niedawna np. jako podgatunki, do rangi gatunków). W literaturze ornitologicznej te nowo wyodrębnione gatunki nazywa się bardzo często splitami. Proces w odwrotnym kierunku zachodzi w o wiele mniejszym nasileniu. Powyższe procesy kształtują liczbę uznawanych gatunków ptaków na świecie.
Artykuł bazuje na Kompletnej liście ptaków świata, jeśli nie zaznaczono inaczej.

## Rok 1990
- lelek kongijski Caprimulgus prigoginei Louette, 1990 (lelkowate Caprimulgidae)
- mrówkodławik jednobarwny Formicivora littoralis Gonzaga & Pacheco, 1990 (chronkowate Thamnophilidae)[1]
- mrówkowodzik peruwiański Cercomacra manu Fitzpatrick & Willard, 1990 (chronkowate Thamnophilidae)
- koszykarz szarobrzuchy Asthenes luizae Vielliard, 1990 (garncarzowate Furnariidae)
- filipinek białolicy Zosterornis latistriata Gonzales & Kennedy, 1990 (szlarniki Zosteropidae) (początkowo jako Stachyris latistriata w rodzinie Tymaliidae)
- wikłacz rzeczny Ploceus burnieri Baker,NE & Baker,EM, 1990 (wikłaczowate Ploceidae)

Literatura:
- Baker, N. E & E. M. Baker. 1990. A new species of weaver from Tanzania. Bull. Brit. Orn. Cl., 110: 51-58.
- Fitzpatrick, J. W. & D. E. Willard. 1990. Cercomacra manu, a new species of antbird from southwestern Amazonia. Auk, 107 (2): 239-245.
- Gonzaga, L. P. & J. F. Pacheco. 1990. Two new subspecies of Formicivora serrana (Hellmayr) from southeastern Brazil, and notes on the type locality of Formicivora deluzae Ménétriés. Bull. Brit. Orn. Cl., 110: 187-193.
- Gonzales, P. C. & R. S. Kennedy. 1990. A new species of Stachyris babbler (Aves: Timaliidae) from the island of Panay, Philippines. Wilson Bull., 102 (3): 367-379.
- Louette, M. 1990. A new species of nightjar from Zaire. Ibis, 132: 349-353.
- Vielliard, J. 1990. Uma nova espécie de Asthenes da Serra do Cipó, Minas Gerais, Brasil. Ararajuba, 1: 121-122.

## Rok 1991
- łódkodziób czarnogardły Clytoctantes atrogularis Lanyon, Stotz & Willard, 1991["1990"] (chronkowate Thamnophilidae)
- wodnik melanezyjski Gallirallus rovianae Diamond, 1991 (chruściele Rallidae)
- stokóweczka szmaragdowa Nannopsittaca dachilleae O'Neill, Munn & Franke, 1991 (papugowate Psittacidae)
- sóweczka szara Glaucidium bolivianum König,C, 1991 (puszczykowate Strigidae)
- sóweczka peruwiańska Glaucidium peruanum König,C, 1991 (puszczykowate Strigidae)
- dzierzyk somalijski Laniarius liberatus Smith, Arctander, Fjeldså & Amir, 1991 (dzierzbiki Malaconotidae) (ostatnio uznany za synonim Laniarius nigerrimus)
- skąpoogonek nepalski Pnoepyga immaculata Martens & Eck, 1991 (skąpoogonki Pnoepygidae)
- chwastówka stepowa Cisticola dorsti Chappuis & Erard, 1991 (chwastówkowate Cisticolidae) (obecnie traktowany jako synonim Cisticola guinea)
- kormoran alaskański Stictocarbo kenyoni Siegel-Causey, 1991 (kormorany Phalacrocoracidae) (obecnie uważany za synonim kormorana krasnolicego Urile pelagicus)

Literatura:
- Chappuis, C. & C. Erard. 1991. A new cisticola from west-central Africa. Bull. Brit. Orn. Cl., 111: 59-70.
- Diamond, J. 1991. A new species of rail from the Solomon Islands and convergent evolution of insular flightlessness. Auk, 108: 461-470.
- König, C. 1991. Zur Taxonomie und Ökologie der Sperlingskäuze (Glaucidium spp.) des Andenraumes. Ökol. Vögel, 13: 15-76.
- Lanyon, S. M., D. F. Stotz & D. E. Willard. 1991. Clytoctantes atrogularis, a new species of antbird from western Brazil. Wilson Bull., 102 (4): 571-580 (1990).
- Martens, J. & S. Eck. 1991. Pnoepyga immaculata n. sp., eine neue bodenbewohnende Timalie aus dem Nepal-Himalaya. J. f. Orn., 132: 179-198.
- O'Neill, J. P., C. A. Munn & I. Franke J. 1991. Nannopsittaca dachilleae, a new species of parrotlet from eastern Peru. Auk, 108 (2): 225-229.
- Siegel-Causey, D. 1991. Systematics and biogeography of North Pacific shags, with a description of a new species. Occ. Paps. Univ. Kansas Mus. Nat. Hist., 140: 1-17.
- Smith, E. F. G., P. Arctander, J. Fjeldså & O. G. Amir. 1991. A new species of shrike (Laniidae: Laniarius) from Somalia, verified by DNA sequence data from the only known individual. Ibis, 133: 227-235.

## Rok 1992
- cierniosternik białoczelny Cypseloides storeri Navarro, Peterson, Escalante & Benitez, 1992 (jerzykowate Apodidae)
- kusaczka stokowa Grallaria kaestneri Stiles, 1992 (kusaczki Myrmotheridae)
- tyrańczyk żółtolicy Phylloscartes kronei Willis & Oniki, 1992 (muchotyranikowate Pipromorphidae)
- dziwonia tybetańska Leucosticte sillemi Roselaar, 1992 (łuszczakowate Fringillidae)
- świstunka syczuańska Phylloscopus sichuanensis Alström, Olsson & Colston, 1992 (świstunki Phylloscopidae) (synonim wcześniej opisanego gatunku – Phylloscopus yunnanensis La Touche, 1922)
- fałdowron purpurowy Phonygammus aruensis Cracraft, 1992 (cudowronki Paradisaeidae) (obecnie traktowany jako podgatunek fałdowrona trąbiącego Phonygammus keraudrenii)
- fałdowron lancetopióry Phonygammus diamondi Cracraft, 1992 (cudowronki Paradisaeidae) (obecnie traktowany jako podgatunek fałdowrona trąbiącego Phonygammus keraudrenii)

Literatura:
- Alström, P., U. Olsson & P. R. Colston. 1992. A new species of Phylloscopus warbler from central China. Ibis, 134 (4): 329-334.
- Cracraft, J. 1999. The species of the Birds-of-Paradise (Paradisaeidae): Applying the phylogenetic species concept to a complex pattern of diversification. Cladistics, 8: 1-43.
- Navarro S., A. G., A. T. Peterson, B. P. Escalante P. & H. Benitez D. 1992. Cypseloides storeri, a new species of swift from Mexico. Wilson Bull., 104 (1): 55-64.
- Roselaar, C. S. 1992. A new species of mountain finch Leucosticte from western Tibet. Bull. Brit. Orn. Cl., 112: 225-231.
- Stiles, F. G. 1992. A new species of antpitta (Formicariidae: Grallaria) from the eastern Andes of Colombia. Wilson Bull., 104 (3): 389-399.
- Willis, E. O. & Y. Oniki. 1992. A new Phylloscartes (Tyrannidae) from southeastern Brazil. Bull. Brit. Orn. Cl., 112: 158-165.

## Rok 1993
- lordzik czarny Heliangelus zusii Graves, 1993 (kolibrowate Trochilidae)
- świstunka hajnańska Phylloscopus hainanus Olsson, Alström & Colston,1993 (świstunki Phylloscopidae)
- zaroślak złotobrzuchy Atlapetes terborghi Remsen, 1993 (pasówki Passerellidae)[2]

Literatura:
- Graves, G. R. 1993. Relic of a lost world: A new species of sunangel (Trochilidae: Heliangelus) from "Bogota". Auk, 110: 1-8.
- Olsson, U., P. Alström & P. R. Colston. 1993. A new species of Phylloscopus warbler from Hainan Island, China. Ibis, 135 (1): 3-7.
- Remsen, J. V., Jr. 2003. Zoogeography and geographic variation of Atlapetes rufinucha (Aves: Emberizinae), including a distinctive new subspecies, in southern Peru and Bolivia. Proc. Biol. Soc. Wash., 106: 429-435.

## Rok 1994
- rdzawobród Xenoperdix udzungwensis Dinesen, Lehmberg, Svendsen, Hansen & Fjeldså, 1994 (kurowate Phasianidae)
- lelkowiec kasztanowaty Chordeiles vielliardi Lencioni-Neto, 1994 (lelkowate Caprimulgidae)[3]
- krytonosek diademowy Scytalopus schulenbergi Whitney, 1994 (krytonosowate Rhinocryptidae)
- andowiec rdzawobrzuchy Doliornis remseni Robbins, Rosenberg & Molina, 1994 (bławatnikowate Cotingidae)
- pustułka reuniońska Falco duboisi Cowles, 1994 (sokołowate Falconidae)
- kazarka reuniońska Mascarenachen kervazoi Cowles, 1994 (kaczkowate Anatidae)
- uszatnik mały Mascarenotus grucheti Mourer-Chauviré, Bour, Moutou & Ribes, 1994 (puszczykowate Strigidae)

Literatura:
- Dinesen, L., T. Lehmberg, J. O. Svendsen, L. A. Hansen & J. Fjeldså. 1994. A new genus and species of perdicine bird (Phasianidae, Perdicini) from Tanzania; a relict form with Indo-Malayan affinities. Ibis, 136 (1): 3-11.
- Lencioni-Neto, F. 1994. Une nouvelle espéce de Chordeiles (Aves, Caprimulgidae) de Bahia (Brésil). Alauda, 62: 241-245.
- Robbins, M. B., G. H. Rosenberg & F. Sornoza Molina. 1994. A new species of cotinga (Cotingidae: Doliornis) from the Ecuadorian Andes, with comments on plumage sequences in Doliornis and Ampelion. Auk, 111: 1-7.
- Whitney, B. M. 1994. A new Scytalopus tapaculo (Rhinocryptidae) from Bolivia, with notes on other Bolivian members of the genus and the magellanicus complex. Wilson Bull., 106 (4): 585-614.
- Cowles, G.S. 1994. A new genus, three new species and two new records of extinct Holocene birds from Réunion Island, Indian Ocean. „GeoBios” 27: 87-93.
- Mourer-Chauviré, C., R. Bour, F. Moutou & S. Ribes. 1994. Mascarenotus nov. gen. (Aves, Strigiformes), genre endémique éteint des Mascareignes et M. grucheti n. sp., espèce éteinte de La Réunion. „C.R. Acad. Sci. Paris” sér. II 1994, 318: 1699-1706.

## Rok 1995
- sóweczka ciemna Glaucidium parkeri Robbins & Howell, 1995 (puszczykowate Strigidae)
- lelek etiopski Caprimulgus solala Safford, Ash, Duckworth, Telfer & Zewdie, 1995 (lelkowate Caprimulgidae)
- mrówkodławik brunatny Stymphalornis acutirostris Bornstein, Reinert & Teixera, 1995 (chronkowate Thamnophilidae)
- ogończyk bursztynowy Synallaxis whitneyi Pacheco & Gonzaga, 1995 (garncarzowate Furnariidae) (synonim wcześniej opisanego gatunku – Synallaxis cinerea Wied-Neuwied, 1831)
- tyrańczyk brazylijski Phylloscartes beckeri Gonzaga & Pacheco, 1995 (muchotyranikowate Pipromorphidae)
- świstunka zielonogrzbieta Phylloscopus emeiensis Alström & Olsson, 1995 (świstunki Phylloscopidae)
- pełzacz syczuański Certhia tianquanensis Li Gui-yuan, 1995 (pełzaczowate Certhiidae)[4]
- drwal ciemnouchy Hylexetastes brigidai Cardoso da Silva, Novaes & Oren, 1995 (tęgosterowate Dendrocolaptidae)
- Puffinus atrodorsalis Shirihai, Sinclair & Colston, 1995 (burzykowate Procellariidae) (obecnie traktowany jako synonim burzyka tropikalnego Puffinus (lherminieri) bailloni).

Literatura:
- Alström, P. & U. Olsson. 1995. A new species of Phylloscopus warbler from Sichuan Province, China. Ibis, 137: 459-468.
- Bornschein, M. R., B. L. Reinert & D. M. Teixeira. 1995. Um novo Formicariidae do sul do Brasil (Aves, Passeriformes). Publ. Técnico-Cientifica Inst. Iguaçu de Pesquisa e Preservação Ambiental, 1: 1-18.
- Gonzaga, L. P. & J. F. Pacheco. 1995. A new species of Phylloscartes (Tyrannidae) from the mountains of southern Bahia, Brazil. Bull. Brit. Orn. Cl., 115: 88-97.
- Li Gui-yuan. 1995. A new subspecies of Certhia familiaris (Passeriformes: Certhiidae). Acta Zootaxon. Sinica, 20 (3): 373-376.
- Pacheco, J. F. & L. P. Gonzaga. 1995. A new species of Synallaxis of the ruficapilla/infuscata complex from eastern Brazil (Passeriformes: Furnariidae). Ararajuba, 3: 3-11.
- Robbins, M. B. & S. N. G. Howell. 1995. A new species of pygmy-owl (Strigidae: Glaucidium) from the eastern Andes. Wilson Bull., 107 (1): 1-6.
- Safford, R. J., J. S. Ash, J. W. Duckworth, M. G. Telfer & C. Zewdie. 1995. A new species of nightjar from Ethiopia. Ibis, 137 (3): 301-307.
- Shirihai, H., I. Sinclair & P. R. Colston. 1995. A new species of Puffinus shearwater from the western Indian Ocean. Bull. Brit. Orn. Cl., 115: 75-86.
- Cardoso da Silva, J. M., F. C. Novaes & D. C. Oren. 1995. A new species of the genus Hylexetastes (Dendrocolaptidae) from eastern Amazonia. Bull. Brit. Orn. Cl., 115: 200-206.

## Rok 1996
- rożeniec krótkodzioby Anas marecula Olson & Jouventin, 1996 (kaczkowate Anatidae)
- złocik zielony Chlorostilbon olivaresi Stiles, 1996 (kolibrowate Trochilidae)
- koralonóżek Acrobatornis fonsecai Pacheco, Whitney & Gonzaga, 1996 (garncarzowate Furnariidae)
- koralodziób krótkopalcowy Hypositta perdita Peters,DS, 1996 (madagaskarniczki Bernieridae) (obecnie uznawany za synonim madagaskarniczka białogardłego Oxylabes madagascariensis)
- wireonek jasnoskrzydły Vireo masteri Salaman & Stiles, 1996 (wireonkowate Vireonidae)
- madagaskarniczek zielonawy Cryptosylvicola randrianasoloi Goodman, Langrand & Whitney, 1996 (madagaskarniczki Bernieridae)
- świergotek długosterny Anthus longicaudatus Liversidge, 1996 (pliszkowate Motacillidae)
- mniszka kremowobrzucha Lonchura pallidiventer Restall, 1996 (astryldowate Estrildidae) (obecnie traktowany jako synonim mniszki kapturowej Lonchura malacca)

Literatura:
- Goodman, S. M., O. Langrand & B. M. Whitney. 1996. A new genus and species of passerine from the eastern rain forest of Madagascar. Ibis, 138 (2): 153-159.
- Liversidge, R. 1996. A new species of pipit in southern Africa. Bull. Brit. Orn. Cl., 116: 211-215.
- Olson, S.L. & P. Jouventin. 1996. A new species of small flightless duck from Amsterdam Island, southern Indian Ocean (Anatidae: Anas). „Condor” 98(1): 1-9.
- Pacheco, J. F., B. M. Whitney & L. P. Gonzaga. 1996. A new genus and species of Furnariid (Aves: Furnariidae) from the cocoa-growing region of southeastern Bahia, Brazil. Wilson Bull., 108 (3): 397-433.
- Peters, D. S. 1996. Hypositta perdita n. sp., eine neue Vogelart aus Madagaskar. Senckenbergiana Biol., 76 (1/2): 7-14.
- Restall, R. L. 1996. A proposed new species of munia, genus Lonchura (Estrildinae). Bull. Brit. Orn. Cl., 116: 137-142.
- Salaman, P. G. W. & F. G. Stiles. 1996. A distinctive new species of vireo (Passeriformes: Vireonidae) from the Western Andes of Colombia. Ibis, 138: 610-619.
- Stiles, F. G. 1996. A new species of emerald hummingbird (Trochilidae, Chlorostilbon) from the Sierra de Chiribiquete, southeastern Colombia, with a review of the C. mellisugus complex. Wilson Bull., 108 (1): 1-27.

## Rok 1997
- mrówkowodzik samotny Cercomacra parkeri Graves, 1997 (chronkowate Thamnophilidae)
- krytonosek ekwadorski Scytalopus robbinsi Krabbe & Schulenberg, 1997 (krytonosowate Rhinocryptidae)
- krytonosek okopcony Scytalopus chocoensis Krabbe & Schulenberg, 1997 (krytonosowate Rhinocryptidae)
- krytonosek długoskrzydły Scytalopus parkeri Krabbe & Schulenberg, 1997 (krytonosowate Rhinocryptidae)
- moczarnik ochrowy Cranioleuca henricae Maijer & Fjeldså, 1997 (garncarzowate Furnariidae)
- tyrańczyk skryty Phylloscartes parkeri Fitzpatrick & Stotz, 1997 (muchotyranikowate Pipromorphidae)
- oliwiak żółtooki Tolmomyias traylori Schulenberg & Parker,TA, 1997 (muchotyranikowate Pipromorphidae)
- wanga maskowa Calicalicus rufocarpalis Goodman, Hawkins & Domergue, 1997 (wangowate Vangidae)
- kwiatownik niebieskouchy Aethopyga linaraborae Kennedy, Gonzales & Miranda, 1997 (nektarniki Nectariniidae)
- strojnogłowik białopierśny Arremon franciscanus Raposo, 1997 (pasówki Passerellidae)
- Batrachostomus pygmaeus Alviola, 1997 (paszczaki Podargidae) (obecnie traktowany jako synonim podgatunku gębala jawajskiego Batrachostomus javensis chaseni)

Literatura:
- Alviola, P. L., III. 1997. A new species of frogmouth (Podargidae – Caprimulgiformes) from Busuanga Island, Palawan, Philippines. Asia Life Sciences, 6 (1/2): 51-55.
- Fitzpatrick, J. W. & D. F. Stotz. 1997. A new species of tyrannulet (Phylloscartes) from the Andean foothills of Peru and Bolivia. Ornith. Monogr. 48: 37-44.
- Goodman, S. M., A. F. A. Hawkins & C. A. Domergue. 1997. A new species of vanga (Vangidae, Calicalicus) from southwestern Madagascar. Bull. Brit. Orn. Cl., 117 (1): 5-10.
- Graves, G. R. 1997. Colorimetric and morphometric gradients in Colombian populations of Dusky Antbirds (Cercomacra tyrannina), with a description of a new species, Cercomacra parkeri. Ornithol. Monogr., 48: 21-35.
- Kennedy, R. S., P. C. Gonzales & H. C. Miranda, Jr. 1997. New Aethopyga sunbirds (Aves: Nectariniidae) from the island of Mindanao, Philippines. Auk, 114 (1): 1-10.
- Krabbe, N. & T. S. Schulenberg. 1997. Species limits and natural history of Scytalopus tapaculos (Rhinocryptidae), with descriptions of the Ecuadorian taxa, including three new species. Ornith. Monogr., 48: 47-88.
- Maijer, S. & J. Fjeldså. 1997. Description of a new Cranioleuca spinetail from Bolivia and a "leapfrog pattern" of geographic variation in the genus. Ibis, 139: 606-616.
- Raposo, M. A. 1997. A new species of Arremon (Passeriformes: Emberizidae) from Brazil. Ararajuba, 5 (1): 3-9.
- Schulenberg, T. S. & T. A. Parker III. 1997. A new species of tyrant-flycatcher (Tyrannidae: Tolmomyias) from the western Amazon basin. Ornith. Monogr., 48: 723-731.

## Rok 1998
- wojownik leśny Spizaetus pinskeri Preleuthner & Gamauf,1998 (jastrzębiowate Accipitridae)[5]
- derkaczak talaudzki Gymnocrex talaudensis Lambert, 1998 (chruściele Rallidae)
- syczek nikobarski Otus alius Rasmussen, 1998 (puszczykowate Strigidae)
- syczek długoskrzydły Otus collari Lambert & Rasmussen, 1998 (puszczykowate Strigidae)
- syczek złowrogi Otus moheliensis Lafontaine & Moulaert, 1998 (puszczykowate Strigidae)
- mrówczynek żółtobrewy Herpsilochmus gentryi Whitney & Alonso, 1998 (chronkowate Thamnophilidae)
- krytonosek turzycowy Scytalopus iraiensis Bornschein, Reinert & Pichorim, 1998 (krytonosowate Rhinocryptidae)
- hełmogłowik biały Antilophia bokermanni Coelho & da Silva, 1998 (gorzykowate Pipridae)
- amarantka czerwonogrzbieta Lagonosticta sanguinodorsalis Payne, 1998 (astryldowate Estrildidae)
- bagiewnik ciemnobrzuchy Amaurornis magnirostris Lambert, 1998 (chruściele Rallidae)

Literatura:
- Bornschein, M. R., B. L. Reinert & M. Pichorim. 1998. Descrição, ecologia e conservação de um novo Scytalopus (Rhinocryptidae) do sul do Brasil, com comentários sobre a morfologia da família. Ararajuba, 6 (1): 3-36.
- Coelho, G. & W. Silva. 1998. A new species of Antilophia (Passeriformes: Pipridae) from Chapada do Araripe, Ceará, Brazil. Ararajuba, 6: 81-84.
- Lafontaine, R.-M. & N. Moulaert. 1998. Une nouvelle espèce de petit-duc (Otus, Aves) aux Comores: taxonomie et statut de conservation. J. Afr. Zool., 112: 163-169.
- Lambert, F. R. 1998. A new species of Amaurornis from the Talaud islands, Indonesia, and a review of taxonomy of bush hens occuring from the Philippines to Australasia. Bull. Brit. Orn. Cl., 118: 67-82.
- Lambert, F. R. 1998. A new species of Gymnocrex from the Talaud Islands, Indonesia. Forktail, 13: 1-6.
- Lambert, F. R. & P. C. Rasmussen. 1998. A new Scops Owl from Sangihe Island, Indonesia. Bull. Brit. Orn. Cl., 118 (4): 204-217.
- Payne, R. B. 1998. A new species of firefinch Lagonosticta from northern Nigeria and its association with the Jos Plateau Indigobird Vidua maryae. Ibis, 140: 368-381.
- Preleuthner, M. & A. Gamauf. 1998. A possible new subspecies of the Philippine Hawk-Eagle (Spizaëtus philippensis) and its future prospects. J. Raptor Res. 32 (2): 126-135.
- Rasmussen, P. C. 1998. A new Scops-owl from Great Nicobar Island. Bull. Brit. Orn. Cl., 118 (3): 141-153.
- Whitney, B. M. & J. Alvarez Alonso. 1998. A new Herpsilochmus antwren (Aves: Thamnophilidae) from northern Amazonian Peru and adjacent Ecuador: the role of edaphic heterogeneity of terra firme forest. Auk, 115 (3): 559-576.

## Rok 1999
- sóweczka ekwadorska Glaucidium nubicola Robbins & Stiles, 1999 (puszczykowate Strigidae)
- sowica cynobrowa Ninox ios Rasmussen, 1999 (puszczykowate Strigidae)
- gardlinek brązowogrzbiety Myrmotherula fjeldsaai Krabbe, Isler,ML Isler,PR Whitney, Alvarez & Greenfield, 1999 (chronkowate Thamnophilidae)
- kusaczka białolica Grallaria ridgelyi Krabbe, Agro, Rice, Jácome, Navarrete & Sornoza, 1999 (kusaczki Myrmotheridae)
- świstunka zielonolica Seicercus omeiensis Martens, Eck, Päckert & Sun, 1999 (świstunki Phylloscopidae)
- świstunka gładka Seicercus soror Alström & Olsson, 1999 (świstunki Phylloscopidae)
- krasnosójkowiec ciemnolicy Garrulax ngoclinhensis Eames, Trai & Cu, 1999 (pekińczyki Leiothrichidae)
- prążkopiór czarnołbisty Actinodura sodangorum Eames Trai, Cu & Eve, 1999 (pekińczyki Leiothrichidae)
- afrorudzik żółtogardły Stiphrornis sanghensis Beresford & Cracraft, 1999 (muchołówkowate Muscicapidae) (obecnie traktowany jako podgatunek afrorudzika S. erythrothorax)
- Dicrurus solomenensis Doughty in Doughty, Day & Plant, 1999 (dziwogony Dicruridae) (obecnie traktowany jako synonim podgatunku dziwogona włochatego Dicrurus bracteatus longirostris)
- chruścielowiec reunioński Dryolimnas augusti Mourer-Chauviré, Bour, Ribes & Moutou, 1999 (chruściele Rallidae)

Literatura:
- Alström, P. & U. Olsson. 1999. The Golden-spectacled Warbler: a complex of sibling species, including a previously undescribed species. Ibis, 141 (4): 545-568.
- Beresford, P. & J. Cracraft. 1999. Speciation in African forest robins (Stiphrornis): Species limits, phylogenetic relationships, and molecular biogeography. Amer. Mus. Novit. 3270: 1-22.
- Doughty, C., N. Day & A. Plant. 1999. Birds of the Solomons, Vanuatu & New Caledonia.
- Eames, J. C., Le Trong Trai & Nguyen Cu. 1999. A new species of laughingthrush (Passeriformes: Garrulacinae) from the Western Highlands of Vietnam. Bull. Brit. Orn. Cl., 119 (1): 4-15.
- Eames, J. C., Le Trong Trai, Nguyen Cu & R. Eve. 1999. New species of barwing Actinodura (Passeriformes: Sylviinae: Timaliini) from the Western Highlands of Vietnam. Ibis, 141 (1): 1-10.
- Krabbe, N., D. J. Agro, N. H. Rice, M. Jacome, L. Navarrete & F. Sornoza M. 1999. A new species of antpitta (Formicariidae: Grallaria) from the southern Ecuadorian Andes. Auk, 116: 882-890.
- Krabbe, N., M. L. Isler, P.R. Isler, B. M. Whitney, J. Alvarez A. & P. J. Greenfield. 1999. A new species in the Myrmotherula haematonota superspecies (Aves; Thamnophilidae) from the western Amazonian lowlands of Ecuador and Peru. Wilson Bull., 111 (2): 157-165.
- Martens, J., S. Eck, M. Päckert & Y.-H. Sun. 1999. The Golden-spectacled Warbler Seicercus burkii – a species swarm (Aves: Passeriformes: Sylviidae) Part 1. Zool. Abdhandl. St. Mus. Tierk. Dresden, 50 (18): 281-327.
- Mourer-Chauviré, C., R. Bour, S. Ribes & F. Moutou. 1999. The Avifauna of Reunion Island (Mascarene Islands) at the Time of the Arrival of the First Europeans. W: Olson, S. L. (ed.), Avian Paleontology at the Close of the 20th Century: Proceedings of the 4th International Meeting of the Society of Avian Paleontology and Evolution, Washington, D.C., 4–7 June 1996, s. 1-38. Washington, D.C.
- Rasmussen, P. C. 1999. A new species of hawk-owl Ninox from North Sulawesi, Indonesia. Wilson Bull., 111 (4): 457-464.
- Robbins, M. B. & F. G. Stiles. 1999. A new species of pygmy-owl (Strigidae: Glaucidium) from the Pacific slope of the northern Andes. Auk, 116: 305-315.

## Rok 2000
- preriokur wyżynny Centrocercus minimus Young, Braun, Oyler-McCance, Hupp & Quinn, 2000 (kurowate Phasianidae)
- brodacz krasnopręgi Capito wallacei O'Neill, Lane, Kratter, Capparella & Fox Joo, 2000 (tukanowate Ramphastidae)
- mrówczaczek Herpsilochmus sellowi Whitney, Pacheco, Buzzetti & Parrini, 2000 (chronkowate Thamnophilidae)
- tyranik jasnolicy Myiopagis olallai Coopmans & Krabbe, 2000 (tyrankowate Tyrannidae)
- świerszczak tajwański Bradypterus alishanensis Rasmussen, Round, Dickinson & Rozendaal, 2000 (świerszczaki Locustellidae)
- Ficedula beijingnica Zheng, Song Jie, Zhang, Zhang & Guo, 2000 (muchołówkowate Muscicapidae) (takson obecnie traktowany jako synonim muchołówki złotobrewej Ficedula (narcissina) elisae)

Literatura:
- Coopmans, P. & N. Krabbe. 2000. A new species of flycatcher (Tyrannidae: Myiopagis) from eastern Ecuador and eastern Peru. Wilson Bull., 112 (3): 305-312.
- O'Neill, J. P., D. F. Lane, A. W. Kratter, A. P. Capparella & C. F. Joo. 2000. A striking new species of barbet (Capitoninae: Capito) from the eastern Andes of Peru. Auk, 117 (3): 569-577.
- Rasmussen, P. C., P. D. Round, E. C. Dickinson & F. G. Rozendaal. 2000. A new bush-warbler (Sylviidae, Bradypterus) from Taiwan. Auk, 117 (2): 279-289.
- Whitney, B.M. & J.F. Pacheco in Whitney, B.M. & J.F. Pacheco, D. R.C. Buzzetti & R. Parrini, 2000. Systematic revision and biogeography of the Herpsilochmus pileatus complex, with description of a new species from northeastern Brazil. Auk, 117: 869-891.
- Young, J.R., C.E. Braun, S.J. Oyler-McCance, T.W. Quinn & J.W. Hupp. 2000. A new species of sage-grouse (Phasianidae: Centrocercus) from Southwestern Colorado. Wilson Bull., 112 (4): 445-453.
- Zheng G., Song Jie, Zhang Z., Zhang Y. & Guo D. 2000. A new species of flycatcher (Ficedula) from China (Aves: Passeriformes: Muscicapidae). J. Beijing Normal Univ., (Nat. Sci.), 36 (3): 405- 409.

## Rok 2001
- petrel czapeczkowy Pterodroma occulta Imber & Tennyson, 2001 (burzykowate Procellariidae)
- słonka filipińska Scolopax bukidnonensis Kennedy, Fisher, Harrap, Diesmos & Manamtam, 2001 (bekasowate Scolopacidae)
- bławatowiec rudogłowy Lipaugus weberi Cuervo, Salaman, Donegan & Ochoa, 2001 (bławatnikowate Cotingidae)
- siwogłowik[6] Suiriri islerorum Zimmer,KJ, Whittaker & Oren, 2001 (tyrankowate Tyrannidae)
- oliwiaczek skryty Zimmerius villarejoi Alvares & Whitney, 2001 (tyrankowate Tyrannidae)
- cienkodziobek złotobrzuchy Poecilotriccus luluae Johnson & Jones, 2001 (muchotyranikowate Pipromorphidae)
- sójkowiec wietnamski Garrulax konkakinhensis Eames,JC & Eames,C, 2001 (pekińczyki Leiothrichidae)
- pliszka indochińska Motacilla samveasnae Duckworth, Alström, Davidson, Evans, Poole, Setha & Timmins, 2001 (pliszkowate Motacillidae)
- Agelaioides oreopsar Lowther, 2001 (kacykowate Icteridae) (nowa nazwa dla starzykowca brązowoskrzydłego Oreopsar bolivianus, związana z przeniesieniem do innego rodzaju)

Literatura:
- Cuervo, A.M., P.G.W. Salaman, T.M. Donegan & J.M. Ochoa. 2001. New species of piha (Cotingidae: Lipaugus) from the Cordillera Central of Colombia. Ibis, 143 (3): 353-368.
- Duckworth,J.W., Alstrom, Davidson,P., Evans,T.D., Poole,C.M., Setha,T. & Timmins,R.J. 2001. A new species of wagtail from the lower Mekong basin. -- Bull. Brit. Orn. Cl., 121 (3):152-182.
- Eames, J.C. & C. Eames. 2001. A new species of Laughingthrush (Passeriformes: Garrulacinae) from the Central Highlands of Vietnam.Bull. Brit. Orn. Cl., 121 (1): 10-23.
- Imber, M.J. & J.D. Tennyson. 2001. A new petrel species (Procellariidae) from the south-west Pacific. Emu, 101: 123-127.
- Johnson, N. K. & Jones, R. E. 2001. A new species of tody-tyrant (Tyrannidae: Poecilotriccus) from northern Peru. Auk, 118: 334-341.
- Kennedy, R.S., Fisher, T.H., Harrap, S.C.B., Diesmos, A.S.C. & A.S. Manamtam, 2001. A new species of woodcock (Aves: Scolopacidae) from the Philippines and a re-evaluation of other Asian/Papuasian woodcock. Forktail, 17: 1-12.
- Lowther, P. E. 2001. New name for the Bolivian Blackbird. Bull. Brit. Orn. Cl., 121: 280-281 (280) nom. nov. for Oreopsar bolivianus Sclater, 1939.
- Zimmer, K. J., Whittaker, A. & Oren, D. C. 2001. A cryptic new species of flycatcher (Tyrannidae: Suiriri) from the cerrado region of central South America. Auk, 118: 56-78.

## Rok 2002
- barwinka gołogłowa Pionopsitta aurantiocephala Gaban-Lima, Raposo & Höfling, 2002 (papugowate Psittacidae)[7]
- rudosterka kreskowana Pyrrhura snethlageae Joseph & Bates, w Joseph, 2002 (papugowate Psittacidae) (obecnie traktowany jako podgatunek rudosterki amazońskiej Pyrrhura amazonum)
- rudosterka falista Pyrrhura peruviana Hocking, Blake & Joseph, w Joseph, 2002 (papugowate Psittacidae) (obecnie traktowany jako podgatunek rudosterki różowogłowej Pyrrhura roseifrons)
- sowica szarolica Ninox sumbaensis Olsen, Wink, Sauer-Gürth & Trost, 2002 (puszczykowate Strigidae)
- łaziec wielkodzioby Xiphocolaptes carajaensis Cardoso da Silva, Novaes & Oren, 2002 (tęgosterowate Dendrocolaptidae) (obecnie traktowany jako podgatunek łaźca kreskowanego Xiphocolaptes promeropirhynchus)
- białobrzeżek peruwiański Percnostola arenarum Isler,ML Alvarez, Isler,PR & Whitney, 2002 (chronkowate Thamnophilidae)
- świergotek rdzawouchy Anthus pseudosimilis Liversidge & Voelker, 2002 (pliszkowate Motacillidae)
- zaroślak inkaski Atlapetes melanopsis Valqui, Thomas & Fjeldså, 2002 (trznadlowate Emberizidae)[8]

Literatura:
- Gaban-Lima, R., M. A. Raposo & E. Höfling. 2002. Description of a new species of Pionopsitta (Aves: Psittacidae) endemic to Brazil. Auk, 119, 815-819.
- Isler, M.L., J. Alvarez A., P.R. Ilser & B.M. Whitney. 2001. A new species of Percnostola antbird (Passeriformes: Thamnophilidae) from Amazonian Peru, and an analysis of species limits within Percnostola rufifrons. Wilson Bull., 113: 164-176.
- Joseph, L. 2002. Geographical variation, taxonomy and distribution of some Amazonian Pyrrhura parakeets. Orn. Neotrop. 13, 337-363.
- Liversidge, R. & G. Voelker. 2002. The Kimberley Pipit: a new African species. Bull. Brit. Orn. Cl., 122 (2): 93-109.
- Olsen, J., M. Wink, H. Sauer-Gürth & S. Trost, 2002. A new Ninox owl from Sumba, Indonesia. Emu, 102: 223-231.
- Cardoso da Silva, J. M., F. C. Novaes & D. C. Oren. 2002. Differentiation of Xiphocolaptes (Dendrocolaptidae) across the river Xingu, Brazilian Amazonia: recognition of a new phylogenetic species and biogeographic implications. Bull. Brit. Orn. Cl., 122, 185-194.
- Valqui, T. & J. Fjeldså. 1999. New brush-finch Atlapetes from Peru. Ibis, 141: 194-198.
- Valqui, T. & J. Fjeldså. 2002. Atlapetes melanopsis nom. nov. for the Black-faced Brush-Finch. Ibis, 144 (2): 347.

## Rok 2003
- kiwi szary Apteryx rowi Tennyson,AJD, Palma,RL Robertson,HA Worthy,TH & Gill,BL, 2003 (kiwi Apterygidae)
- sóweczka kasztanowata Glaucidium mooreorum da Silva, Novaes & Oren, 2003 (puszczykowate Strigidae)
- trębacz skryty Micrastur mintoni Whittaker,A, 2003 (sokołowate Falconidae)
- stokowczyk rdzaworzytny Henicorhina negreti Salaman, Coopmans, Donegan, Mulligan, Cortes, Hilty & Ortega, 2003 (strzyżyki Troglodytidae)
- indygówka wenezuelska Amaurospiza carrizalensis Lentino & Restall, 2003 (kardynały Cardinalidae)

Literatura:
- Lentino, M. & R. Restall. 2003. A new species of Amaurospiza blue seedeater from Venezuela. Auk, 120: 600-606.
- Salaman, P., P. Coopmans, T. M. Donegan, M. Mulligan, A. Cortés, S. L. Hilty & L. A. Ortega. 2003. A new species of wood-wren (Troglodytidae: Henicorhina) from the Western Andes of Colombia. Orn. Colombiana 1, 4-21.
- Tennyson, A. J. D., R. L. Palma, H. A. Robertson, T. H. Worthy & B. J. Gill. 2003. A new species of kiwi (Aves, Apterygiformes) from Okarito, New Zealand. Rec. Auckland Mus. 40, 55-64.
- Cardoso da Silva, J. M., G. Coelho & L. P. Gonzaga. 2002. Discovered on the brink of extinction: a new species of Pygmy-Owl (Strigidae: Glaucidium) from Atlantic Forest of northeastern Brazil. Ararajuba 10, 123-130.
- Whittaker, A. 2003. A new species of forest-falcon (Falconidae: Micrastur) from southeastern Amazonia and the Atlantic rainforests of Brazil. Wilson Bull., 114 (2002), 421-445.

## Rok 2004
- wodnik ciemny Gallirallus calayanensis Allen, Oliveros, Española, Broad & Gonzales, 2004 (chruściele Rallidae)
- kakadu białooka Cacatua goffiniana Roselaar & Michels, 2004 (kakaduowate Cacatuidae)[9]
- syczek cejloński Otus thilohoffmanni Warakagoda,DH & Rasmussen,PC, 2004 (puszczykowate Strigidae)
- sowica samotna Ninox burhani Indrawan & Somadikarta, 2004 (puszczykowate Strigidae)
- lelek sundajski Caprimulgus meesi Sangster & Rozendaal, 2004 (lelkowate Caprimulgidae)
- chronka kukająca Thamnophilus divisorius Whitney, Oren & Brumfield, 2004 (chronkowate Thamnophilidae)
- koloratka tanzańska Sheppardia aurantiithorax Beresford, Fjeldså & Kiure, 2004 (muchołówkowate Muscicapidae)

Literatura:
- Allen, D., C. Oliveros, C. Española, G. Broad & J. C. T. Gonzalez. 2004. A new species of Gallirallus from Calayan island, Philippines. Forktail 20, 1-7.
- Beresford, P., J. Fjeldså & J. Kiure. 2004. A new species of akalat (Sheppardia) narrowly endemic in the Eastern Arc of Tanzania. Auk, 121: 23-34.
- Indrawan, M. & S. Somadikarta. 2004. A new hawk-owl from the Togian Islands, Gulf of Tomini central Sulawesi, Indonesia. Bull. Brit. Orn. Cl., 124, 160-171.
- Roselaar, C. S. & J. P. Michels. 2004. Systematic notes on Asian birds. 48. Nomenclatural chaos untangled, resulting in the naming of the formally undescribed Cacatua species from the Tanimbar Islands, Indonesia (Psittaciformes: Cacatuidae). Zool. Verhand., Leiden, 350, 183-196.
- Sangster, G. & F. G. Rozendaal. 2004. Systematic notes on Asian birds. 41. Territorial songs and species-level taxonomy of nightjars of the Caprimulgus macrurus complex, with the description of a new species. Zool. Verhandel. 350, 7-45.
- Warakagoda, D. H. & P. C. Rasmussen. 2004. A new species of scops-owl from Sri Lanka. Bull. Brit. Orn. Cl., 124, 85-105.
- Whitney, B. M., D. C. Oren & R. T. Brumfield. 2004. A new species of Thamnophilus antshrike Aves: Thamnophilidae) from the Serra do Divisor, Acre, Brazil. Auk, 121: 1031-1039.

## Rok 2005
- konura żółta Aratinga pintoi Silveira, de Lima & Höfling, 2005 (papugowate Psittacidae)
- sóweczka wyżynna Glaucidium sicki König & Weick, 2005 (puszczykowate Strigidae) (obecnie traktowany jako synonim sóweczki karłowatej Glaucidium minutissimum, lecz wymaga dalszych badań)
- krytonosek myszaty Scytalopus pachecoi Maurício Giovanni, 2005 (krytonosowate Rhinocryptidae)
- krytonosek kolumbijski Scytalopus stilesi Cuervo, Cadena, Krabbe & Renjifo, 2005 (krytonosowate Rhinocryptidae)
- krytonosek szarogłowy Scytalopus rodriguezi Krabbe, Salaman, Cortés, Quevedo, Ortega & Cadena, 2005 (krytonosowate Rhinocryptidae)
- sierpotymalek długodzioby Jabouilleia naungmungensis Rappole, Renner, Nay Myo Shwe & Sweet, 2005 (dżunglaki Pellorneidae) (często traktowany jako podgatunek tymalka indochińskiego Rimator danjoui)
- siwuszka samotna Polioptila clementsi Whitney & Alvares Alonso, 2005 (siwuszki Polioptilidae)

Literatura:
- Cuervo, A. M., C. D. Cadena, N. Krabbe & L. M. Renjifo. 2005. Scytalopus stilesi, a new species of tapaculo (Rhinocryptidae) from the Cordillera Central of Colombia. Auk, 122: 445-463.
- König, C. & F. Weick. 2005. Ein neuer Sperlingskauz (Aves: Strigidae) aus Südostbrasilien. Stuttgarter Beitr. Naturk., Ser. A, 688, 1-12.
- Krabbe, N., P. Salaman, A. Cortés, A. Quevedo, L. A. Ortega & C. D. Cadena. 2005. A new species of Scytalopus tapaculo from the upper Magdalena Valley, Colombia. Bull. Brit. Orn. Cl., 125, 93-108.
- Mauricio, G. N. 2005. Taxonomy of southern populations in the Scytalopus speluncae group, with description of a new species and remarks on the systematics and biogeography of the complex (Passeriformes: Rhinocryptidae). Ararajuba 13, 7-28.
- Rappole, J. H., S. C. Renner, Nay Myo Shwe & P. R. Sweet. 2005. A new species of scimitar-babbler (Timaliidae: Jabouilleia) from the sub-Himalayan region of Myanmar. Auk, 122: 1064-1069.
- Silveira, L. F., F. C. T. de Lima & E. Höfling. 2005. A new species of Aratinga parakeet (Psittaciformes: Psittacidae) from Brazil, with taxonomic remarks on the Aratinga solstitialis complex. Auk, 122: 292-305.
- Whitney, B. M. & Alvarez Alonso, J. 2005. A new species of gnatcatcher from the white-sand forests of northern Amazonian Peru with revision of the Polioptila guianensis complex. Wilson Bull., 117, 113-127.

## Rok 2006
- zwisogłówka niebieskolica Loriculus camiguinensis Tello, Degner, Bates & Willard, 2006 (papugi Psittacidae)
- konura inkaska Aratinga hockingi Arndt,T, 2006 (papugi Psittacidae) (obecnie traktowana jako synonim szmaragdolotki maskowej Psittacara mitratus mitratus)
- krytonosek ciemnobrzuchy Scytalopus notorius Raposo, Stopiglia, Loskot & Kirwan, 2006 (krytonosowate Rhinocryptidae)
- krępnik ciemny Batis crypta Fjeldsa, Bowie & Kiure, 2006 (krępaczki Platysteiridae)
- wierzbownik jasnogardły Cettia haddeni LeCroy & Baker,JF, 2006 (skotniczkowate Scotocercidae)
- barwnica pacyficzna Eclectus infectus Steadman, 2006 (papugi wschodnie Psittaculidae)
- krasnoliczek żółtawy Liocichla bugunorum Athreya, 2006 (pekińczyki Leiothrichidae )
- Ninox dubiosa Weick, 2006 (puszczykowate Strigidae) (prawdopodobnie synonim syczka ciemnogłowego Megascops atricapilla lub innego pokrewnego południowoamerykańskiego przedstawiciela rodzaju Megascops)
- ślepowron wielkodzioby Nyctanassa carcinocatactes Olson & Wingate, 2006 (czaplowate Ardeidae)

Literatura:
- Arndt, T. 2006. A revision of the Aratinga mitrata complex, with the description of one new species, two new subspecies and species-level status of Aratinga alticola. J. Orn. 147, 73-86.
- Athreya, R. 2006. A new species of Liocichla (Aves: Timaliidae) from Eaglenest Wildlife Sanctuary, Arunachal Pradesh, India. Indian Birds 2, 82-94.
- Fjeldså, J., R. C. K. Bowie & J. Kiure. 2006. The forest batis, Batis mixta, is two species: description of a new, narrowly distributed Batis species in the Eastern Arc biodiversity hotspot. J. Orn. 147, 578-590.
- LeCroy, M. & F. K. Barker. 2006. A new species of Bush-Warbler from Bougainville Island and a monophyletic origin for southwest Pacific Cettia. Amer. Mus. Novit. 3511, 1-20.
- Olson, S.L. & D.B. Wingate. 2006. A new species of night-heron (Ardeidae: Nyctanassa) from Quaternary deposits on Bermuda. „Proc. Biol. Soc. Wash.” 119(2): 326-337.
- Raposo, M. A., R. Stopiglia, V. Loskot & G. M. Kirwan. 2006. The correct use of the name Scytalopus speluncae (Ménétriés, 1835), and the description of a new species of Brazilian tapaculo (Aves: Passeriformes: Rhinocryptidae). Zootaxa 1271, 37-56.
- Steadman, D.W. 2006. A New Species of Extinct Parrot (Psittacidae: Eclectus) from Tonga and Vanuatu, South Pacific. „Pac. Sci.” 60(1): 137-145.
- Tello, J. G.; J. F. Degner, J. M. Bates & D. E. Willard. 2006. A new species of hanging-parrot (Aves: Psittacidae: Loriculus) from Camiguin Island, Philippines. Fieldiana Zool. 106, 49-57.
- Weick, F. 2006. Owls (Strigiformes). Annotated and Illustrated Checklist. Springer, Berlin, Heidelberg, New York. xxxiv + 350 pp.

## Rok 2007
- puchatek modrogardły Eriocnemis isabellae Cortés-Diago, Ortega, Mazariegos-Hurtado & Weller, 2007 (kolibrowate Trochilidae)
- mrówkodławik skalny Formicivora grantsaui Gonzaga, Carvalhaes & Buzzetti, 2007 (chronkowate Thamnophilidae)
- krętolotek rdzawy Cnipodectes superrufus Lane, Servat, Valqui & Lambert, 2007 (muchotyranikowate Pipromorphidae)
- dziwoliczek okazały Melipotes carolae Beehler, Prawiradilaga, de Fretes & Kemp, 2007 (miodojady Meliphagidae)
- krytonosek paprociowy Scytalopus diamantinensis Bornschein, Maurício, Belmonte-Lopes, Mata & Bonatto, 2007 (krytonosowate Rhinocryptidae)
- zaroślak kolumbijski Atlapetes blancae Donegan, 2007 (pasówki Passerellidae)
- tyranek popielaty Serpophaga griseicapilla Straneck, 2007 (tyrankowate Tyrannidae)

Literatura:
- Beehler, B. M., D. M. Prawiradilaga, Y. de Fretes & N. Kemp. 2007. A new species of smoky honeyeater (Meliphagidea: Melipotes) from western New Guinea. Auk, 124: 1000-1009.
- Bornschein, M. R., G. N. Maurocio, R. Belmonte-Lopes, H. Mata & S. L. Bonatto. 2007. Diamantina Tapaculo, a new Scytalopus endemic to the Chapada Diamantina, northeastern Brazil (Passeriformes: Rhinocryptidae). Rev. Brasil. Orn. 15: 151-174.
- Cortés-Diago, A., L. A. Ortega, L. Mazariegos-Hurtado & A.-A. Weller. 2007. A new species of Eriocnemis (Trochilidae) from southwest Colombia. Orn. Neotrop. 18, 161-170.
- Donegan, T.M. 2007. A new species of brush finch (Emberizidae: Atlapetes) from the northern Central Andes of Colombia. Bull. Brit. Orn. Cl., 127, 255-268.
- Gonzaga, L. P., A. M. P. Carvalhaes & D. R. C. Buzzetti. 2007. A new species of Formicivora antwren from the Chapada Diamantina, eastern Brazil (Aves: Passeriformes: Thamnophilidae). Zootaxa 1473, 25-44.
- Lane, D. F., G. P. Servat, T. Valqui H. & F. R. Lambert. 2007. A distinctive new species of tyrant flycatcher (Passeriformes: Tyrannidae: Cnipodectes) from southeastern Peru. Auk, 124: 762-772.
- Straneck, R. 2007. Una nueva especie de Serpophaga (Aves: Tyrannidae). Revista FAVE Ciencias Veterinarias 6 (1-2): 31-42.

## Rok 2008
- myszołów bermudzki Bermuteo avivorus Olson, 2008 (jastrzębiowate Accipitridae)
- wikłacz reunioński Foudia delloni Cheke & Hume, 2008 (wikłaczowate Ploceidae)
- szlarnik maskowy Zosterops somadikartai Indrawan, Rasmussen & Sunarto, 2008 (szlarniki Zosteropidae)
- oliwiarek szarolicy Phyllomyias weedeni Herzog, Kessler & Balderrama, 2008 (tyrankowate Tyrannidae)
- cierniodziób chiński Stachyris nonggangensis Fang & Aiwu, 2008 (tymaliowate Timaliidae)
- afrorudzik oliwkowy Stiphrornis pyrrholaemus Schmidt,BK & Angehr, 2008 (w: Schmidt, Foster, Angehr, Durrant & Fleischer) (muchołówkowate Muscicapidae) (obecnie traktowany jako podgatunek afrorudzika S. erythrothorax)
- rudosterka długoogonowa Pyrrhura parvifrons Arndt, 2008 (papugowate Psittacidae) (obecnie traktowana jako podgatunek rudosterki różowogłowej P. roseifrons)
- szlarnik długodzioby Zosterops gibbsi Dutson, 2008 (szlarniki Zosteropidae)
- nawałnik azorski Oceanodroma monteiroi Bolton, Smith, Gomez-Diaz, Friesen, Medeiros, Bried, Roscales & Furness, 2008 (nawałniki Hydrobatidae)
- świstunka turniowa Phylloscopus occisinensis Martens, Sun & Päckert, 2008 (świstunki Phylloscopidae)

Literatura:
- Olson, S.L. 2008. A new genus and species of buteonine hawk from Quaternary deposits in Bermuda (Aves: Accipitridae). „Proc. Biol. Soc. Wash.” 121(1): 130-141.
- Cheke, A.S. & J.P. Hume. 2008. Lost Land of the Dodo: and ecological history of Mauritius, Réunion and Rodrigues. Yale University Press.
- Arndt, T. 2008. Anmerkungen zu einigen Pyrrhura – Formen mit der Beschreibung einer neuen Art und zweier neuer Unterarten. Papageien 8: 278-286.
- Bolton, M., Smith, A.L., Gómez-Díaz, E., Friesen, V.L., Medeiros, R., Bried, J., Roscales, J.L. & Furness, R.W. 2008. Monteiro's Storm-petrel Oceanodroma monteiroi: a new species from the Azores. Ibis 150: 717-727.
- Dutson, G. 2008. A new species of White-eye Zosterops and notes on other birds from Vanikoro, Solomon Islands. Ibis 150: 698–706.
- Fang, Z. & J. Aiwu. 2008. A New Species of Babbler (Timaliidae: Stachyris) from the Sino-Vietnamese Border Region of China. Auk, 125 (2): 420–424.
- Herzog, S.K., M. Kessler & J.A. Balderama. 2008. A new species of tyrannulet (Tyrannidae: Phyllomyias) from Andean foothills in northwest Bolivia and adjacent Peru. Auk, 125: 265-276.
- Indrawan, M., P.C. Rasmussen & Sunarto. 2008. A New White-Eye Zosterops from the Togian Islands, Sulawesi, Indonesia. The The Wilson Journal of Ornithology, 120 (1): 1–9.
- Martens, J., Sun, Yue-Hua & M. Päckert. 2008. Intraspecific differentiation of Sino-Himalayan bush-dwelling Phylloscopus leaf warblers, with description of two new taxa. (P. fuscatus, P. fuligiventer, P. affinis, P. armandii, P. subaffinis). Verterbrate Zoology 58 (2): 233-265.
- Schmidt, B.K., J.T. Foster, G.R. Angehr, K.L. Durrant & R.C. Fleischer. 2008. A new species of African Forest Robin from Gabon (Passeriformes: Muscicapidae: Stiphrornis). Zootaxa 1850: 27–42.

## Rok 2009
- krzyżodziób wyżynny Loxia sinesciuris Benkman, 2009 (w: Benkman, Smith, Keenan, Parchman & Santisteban) (łuszczakowate Fringillidae)
- świstunka indochińska Phylloscopus calciatilis Alström, Davidson, Duckworth, J. C. Eames, Le, Nguyen, Olsson, Robson & Timmins, 2009 (świstunki Phylloscopidae)
- bilbil łysy Pycnonotus hualon Woxvold, Duckworth,JW & Timmins, 2009 (bilbile Pycnonotidae)
- rudzielak miombowy Scepomycter rubehoensis Bowie, Fjeldsa & Kiure, 2009 (chwastówki Cisticolidae)
- ogończyk rzeczny Synallaxis beverlyae (garncarzowate Furnariidae)
- widłogonek ciemnogłowy Thalurania nigricapilla Valdés-Velásquez & Schuchmann, 2009 (kolibrowate Trochilidae) (obecnie traktowany jako synonim widłogonka modrobrzuchego Thalurania colombica subtropicalis)

Literatura:
- Benkman, C. W., J. W. Smith, P. C. Keenan, T. L. Parchman & L. Santisteban. 2009. A new species of Red Crossbill (Fringillidae: Loxia) from Idaho. The Condor, Vol. 111, No. 1: 169-176.
- P. Alström, P. Davidson, J. W. Duckworth, J. C. Eames, T. T. Le, C. Nguyen, U. Olsson, C. Robson & R. Timmins. Description of a new species of Phylloscopus warbler from Vietnam and Laos. „Ibis”. 152, 2009.brak numeru strony
- A.I. Woxvold, J. W. Duckworth & R. J. Timmins.. An unusual new bulbul (Passeriformes: Pycnonotidae) from the limestone karst of Lao PDR. „Forktail”. 29, 2009.brak numeru strony
- R.C.K. Bowie, J. Fjeldsa & J. Kiure. Multilocus molecular DNA variation in Winifred's Warbler Scepomycter winifredae suggests cryptic speciation and the existence of a threatened species in the Rubeho-Ukaguru Mountains of Tanzania. „Ibis”. 251.brak numeru strony
- S.L. Hilty & D. Ascanio. A New Species of Spinetail (Furnariidae: Synallaxis) from the Río Orinoco of Venezuela. „The Auk”, 2009.brak numeru strony
- Valdés-Velásquez, A. & K.L. Schuchmann. 2009. A new species of hummingbird (Thalurania; Trochilidae, Trochilinae) from the western Colombian Andes. „Orn. Anz.” 48: 143-149.